# Haas VF-16
El Haas VF-16 es un monoplaza de Fórmula 1 de Haas F1 Team para competir en la temporada 2016 de Fórmula 1. Es el primer monoplaza del equipo para su primera participación en Fórmula 1.
El coche, que fue diseñado y construido por Dallara, contó con las unidades de potencia de Ferrari.

## Presentación
Haas sorprendió al ser el primer equipo en anunciar que había superado el "crash test" de la FIA, lo cual le permite formar parte de los primeros entrenamientos de pretemporada, en Barcelona. Mientras tanto, la presentación del primer monoplaza estadounidense desde 1986 fue para el 21 de febrero.

## Resultados
(Clave) (negrita indica pole position) (cursiva indica vuelta rápida)
| Año  | Motor                      | Neu. | N.º | Pilotos           | 1   | 2   | 3   | 4   | 5   | 6   | 7   | 8   | 9   | 10  | 11  | 12  | 13  | 14  | 15  | 16  | 17  | 18  | 19  | 20  | 21  | Puntos | Pos. |
| ---- | -------------------------- | ---- | --- | ----------------- | --- | --- | --- | --- | --- | --- | --- | --- | --- | --- | --- | --- | --- | --- | --- | --- | --- | --- | --- | --- | --- | ------ | ---- |
| 2016 | Ferrari 1 061 1.6 V6 Turbo | P    |     |                   | AUS | BHR | CHN | RUS | ESP | MON | CAN | EUR | AUT | GBR | HUN | GER | BEL | ITA | SIN | MYS | JPN | USA | MEX | BRA | ABU | 29     | 8°   |
| 2016 | Ferrari 1 061 1.6 V6 Turbo | P    | 8   | Romain Grosjean   | 6   | 5   | 19  | 8   | Ret | 13  | 14  | 13  | 7   | Ret | 14  | 13  | 13  | 11  | DNS | Ret | 11  | 10  | 20  | DNS | 11  | 29     | 8°   |
| 2016 | Ferrari 1 061 1.6 V6 Turbo | P    | 21  | Esteban Gutiérrez | Ret | Ret | 14  | 17  | 11  | 11  | 13  | 16  | 11  | 16  | 13  | 11  | 12  | 13  | 11  | Ret | 20  | Ret | 19  | Ret | 12  | 29     | 8°   |

- ≠ El piloto no acabó el Gran Premio, pero se clasificó al completar el 90% de la distancia total.